# Liste der denkmalgeschützten Objekte in Ottnang am Hausruck
Die Liste der denkmalgeschützten Objekte in Ottnang am Hausruck enthält die 9 denkmalgeschützten, unbeweglichen Objekte der oberösterreichischen Marktgemeinde Ottnang am Hausruck.

## Denkmäler
| Foto |                 | Denkmal                                                                             | Standort                                | Beschreibung | Metadaten |
| ---- | --------------- | ----------------------------------------------------------------------------------- | --------------------------------------- | --- | --- |
| ja   | Datei hochladen | Kriegerdenkmal HERIS-ID: 67375 Objekt-ID: 80328                                     | Bruckmühl Standort KG: Bruckmühl        | | BDA-Hist.: Q38116491 Status: § 2a Stand der BDA-Liste: 2025-06-30 Name: Kriegerdenkmal GstNr.: 170/3                                                                           |
| ja   | Datei hochladen | Kath. Pfarrkirche Zum heiligsten Herzen Jesu HERIS-ID: 52068 Objekt-ID: 58132       | Kirchenplatz 1 Standort KG: Bruckmühl   | Eine neugotische Staffelkirche, die von 1884 bis 1889 errichtet wurde. | BDA-Hist.: Q25376548 Status: Bescheid Stand der BDA-Liste: 2025-06-30 Name: Kath. Pfarrkirche Zum heiligsten Herzen Jesu GstNr.: .6/3 Pfarrkirche Bruckmühl (Gemeinde Ottnang) |
| ja   | Datei hochladen | Pfarrhof, ehem. Franziskanerkonvent HERIS-ID: 67376 Objekt-ID: 80329                | Kirchenplatz 1 Standort KG: Bruckmühl   | | BDA-Hist.: Q38116499 Status: Bescheid Stand der BDA-Liste: 2025-06-30 Name: Pfarrhof, ehem. Franziskanerkonvent GstNr.: .5/3, 169                                              |
| ja   | Datei hochladen | Kath. Filialkirche, Barbarakirche, Bergmannskirche HERIS-ID: 52637 Objekt-ID: 59959 | Kirchengasse 4 Standort KG: Plötzenedt  | → Hauptartikel : Filialkirche Thomasroith f1 | BDA-Hist.: Q38053054 Status: § 2a Stand der BDA-Liste: 2025-06-30 Name: Kath. Filialkirche, Barbarakirche, Bergmannskirche GstNr.: .206 Filialkirche Thomasroith               |
| ja   | Datei hochladen | Aufnahmsgebäude Ottnang-Wolfsegg HERIS-ID: 45882 Objekt-ID: 47400seit 2021          | Bahnhofstraße 1 Standort KG: Puchheim   | | BDA-Hist.: Q105665737 Status: Bescheid Stand der BDA-Liste: 2025-06-30 Name: Aufnahmsgebäude Ottnang-Wolfsegg GstNr.: 3409 Aufnahmsgebäude Bahnhof Ottnang-Wolfsegg            |
| ja   | Datei hochladen | Pfarrhof HERIS-ID: 67396 Objekt-ID: 80349                                           | Hauptstraße 14 Standort KG: Puchheim    | | BDA-Hist.: Q38116510 Status: Bescheid Stand der BDA-Liste: 2025-06-30 Name: Pfarrhof GstNr.: 105                                                                               |
| ja   | Datei hochladen | Kath. Pfarrkirche hl. Stephan HERIS-ID: 67401 Objekt-ID: 80354                      | Kirchenstraße Standort KG: Puchheim     | Eine spätgotische Kirche, die von Carlo Antonio Carlone 1706 erweitert und umgebaut wurde. Der Hochaltar zeigt ein Altarbild von Anthoni Schoonjans aus dem Ende des 17. Jahrhunderts. | BDA-Hist.: Q25391695 Status: Bescheid Stand der BDA-Liste: 2025-06-30 Name: Kath. Pfarrkirche hl. Stephan GstNr.: 321 Pfarrkirche Ottnang am Hausruck                          |
| ja   | Datei hochladen | Friedhof mit Friedhofskapelle HERIS-ID: 67404 Objekt-ID: 80357                      | Kirchenstraße Standort KG: Puchheim     | | BDA-Hist.: Q38116553 Status: Bescheid Stand der BDA-Liste: 2025-06-30 Name: Friedhof mit Friedhofskapelle GstNr.: 321 Friedhof Ottnang am Hausruck                             |
| BW   | Datei hochladen | Anlage Quirchtenhaus (Thomas-Bernhard-Haus) HERIS-ID: 67384seit 2024                | Niederpuchheim 13 Standort KG: Puchheim | | BDA-Hist.: Q126122366 Status: Bescheid Stand der BDA-Liste: 2025-06-30 Name: Anlage Quirchtenhaus (Thomas-Bernhard-Haus) GstNr.: 3148                                          |

## Ehemalige Denkmäler
| Foto |                 | Denkmal                              | Standort                             | Beschreibung | Metadaten                                                                                         |
| ---- | --------------- | ------------------------------------ | ------------------------------------ | ------------ | ------------------------------------------------------------------------------------------------- |
| ja   | Datei hochladen | Gemeindeamt Objekt-ID: 80352bis 2018 | Hauptstraße 16 Standort KG: Puchheim |              | BDA-Hist.: Q38116519 Status: § 2a Stand der BDA-Liste: 2018-01-22 Name: Gemeindeamt GstNr.: 110/4 |